# Michael Sonye
Michael Sonye – amerykański scenarzysta i aktor epizodyczny, okazjonalnie kompozytor muzyki filmowej. Znany także jako Dukey Flyswatter, Michael D. Sonye oraz Michael D. Soyne.
W branży filmowej obecny od roku 1975, kiedy to zaistniał jako współscenarzysta thrillera Frozen Scream. Twórca scenariuszy do filmów Commando Squad (1987) i Krwawy obiad (Blood Diner, 1987); drugi z filmów dziś uchodzi wśród fanów horroru za kultowy.